# Aix-Villemaur-Pâlis
Aix-Villemaur-Pâlis [ɛks vilmɔʁ palis] est une commune nouvelle située dans le département de l'Aube, en région Grand Est.
Elle est née le 1er janvier 2016 de la fusion des trois communes : Aix-en-Othe, Palis et Villemaur-sur-Vanne.

## Géographie

### Localisation
La commune d'Aix-Villemaur-Pâlis se trouve à environ 30 km au sud-ouest de Troyes.

### Communes limitrophes
| Marcilly-le-Hayer    | Villadin, Faux-Villecerf | Mesnil-Saint-Loup                       |
| Planty, Paisy-Cosdon | Aix-Villemaur-Pâlis      | Neuville-sur-Vanne, Villemoiron-en-Othe |
| Bérulle              | Bœurs-en-Othe (Yonne)    | Saint-Mards-en-Othe                     |

### Hydrographie
La commune est dans la région hydrographique « la Seine de sa source au confluent de l'Oise (exclu) » au sein du bassin Seine-Normandie. Elle est drainée par la Vanne, la Nosle, le canal 01 de la Pâture du Haut, le canal 02 des Bordes, le Fossé 01 de Berluvier, le Fossé 01 de la Pâture du Haut, le Fossé 01 des Petites Vallées d'Aix, la Nosle, la Nosle, la Nosle, le ruisseau de la Bouillant et divers autres petits cours d'eau,.
La Vanne, d'une longueur de 59 km, prend sa source dans la commune de Fontvannes et se jette  dans l'Yonne à Paron, après avoir traversé 22 communes.

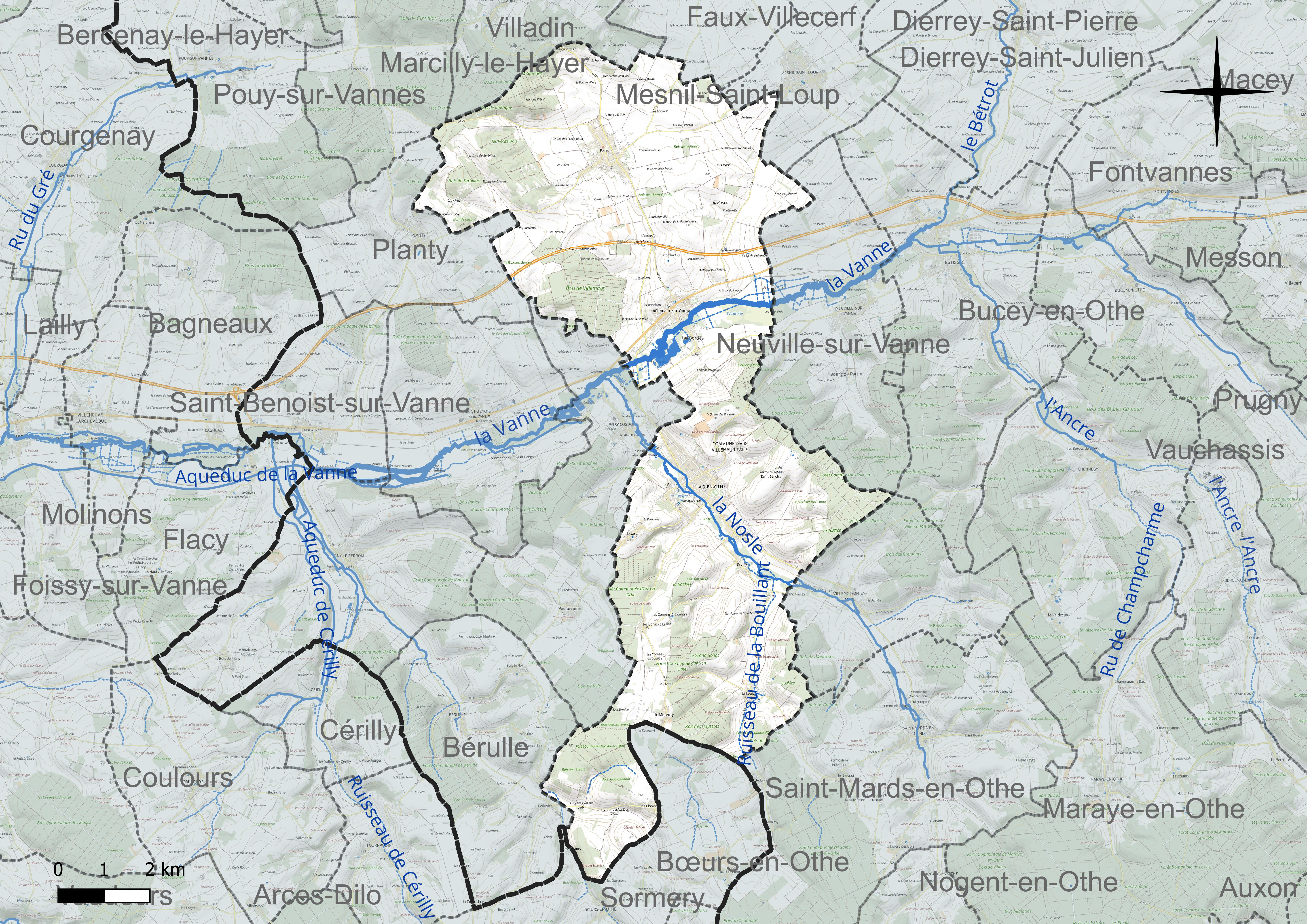
Réseau hydrographique d'Aix-Villemaur-Pâlis.

La Nosle, d'une longueur de 13 km, prend sa source dans la commune de Saint-Mards-en-Othe et se jette  dans la Vanne à Paisy-Cosdon, après avoir traversé quatre communes.

### Climat
Pour des articles plus généraux, voir Climat du Grand Est et Climat de l'Aube.
En 2010, le climat de la commune est de type climat océanique dégradé des plaines du Centre et du Nord, selon une étude du Centre national de la recherche scientifique s'appuyant sur une série de données couvrant la période 1971-2000. En 2020, Météo-France publie une typologie des climats de la France métropolitaine dans laquelle la commune est exposée à un climat océanique altéré et est dans la région climatique Nord-est du bassin Parisien, caractérisée par un ensoleillement médiocre, une pluviométrie moyenne régulièrement répartie au cours de l’année et un hiver froid (3 °C).
Pour la période 1971-2000, la température annuelle moyenne est de 10,5 °C, avec une amplitude thermique annuelle de 15,6 °C. Le cumul annuel moyen de précipitations est de 738 mm, avec 12 jours de précipitations en janvier et 7,8 jours en juillet. Pour la période 1991-2020, la température moyenne annuelle observée sur la station météorologique de Météo-France la plus proche, « Saint-Mards », sur la commune de Saint-Mards-en-Othe à 7 km à vol d'oiseau, est de 11,1 °C et le cumul annuel moyen de précipitations est de 759,6 mm. 
La température maximale relevée sur cette station est de 41,2 °C, atteinte le 25 juillet 2019 ; la température minimale est de −21,3 °C, atteinte le 2 janvier 1997,,.
Les paramètres climatiques de la commune ont été estimés pour le milieu du siècle (2041-2070) selon différents scénarios d'émission de gaz à effet de serre à partir des nouvelles projections climatiques de référence DRIAS-2020. Ils sont consultables sur un site dédié publié par Météo-France en novembre 2022.

## Urbanisme

### Typologie
Au 1er janvier 2024, Aix-Villemaur-Pâlis est catégorisée bourg rural, selon la nouvelle grille communale de densité à 7 niveaux définie par l'Insee en 2022.
Elle appartient à l'unité urbaine d'Aix-Villemaur-Pâlis, une agglomération intra-départementale dont elle est ville-centre,. Par ailleurs la commune fait partie de l'aire d'attraction de Troyes, dont elle est une commune de la couronne,. Cette aire, qui regroupe 209 communes, est catégorisée dans les aires de 200 000 à moins de 700 000 habitants,.

## Toponymie
Il convient de se reporter aux articles consacrés aux anciennes communes fusionnées.

## Histoire
Créée par un arrêté préfectoral du 15 décembre 2015, elle est issue du regroupement des trois communes d'Aix-en-Othe, de Palis et de Villemaur-sur-Vanne. Son chef-lieu est fixé au chef-lieu de l'ancienne commune d'Aix-en-Othe.

## Politique et administration

### Composition
Jusqu'aux prochaines élections municipales de 2020, le conseil municipal de la nouvelle commune est constitué de l'ensemble des conseillers municipaux des anciennes communes. Un maire a été élu le 9 janvier 2016. Les maires actuels des communes sont devenus maires délégués de chacune des anciennes communes.
| Nom                 | Code Insee | Intercommunalité         | Superficie (km2) | Population (dernière pop. légale) | Densité (hab./km2) |
| ------------------- | ---------- | ------------------------ | ---------------- | --------------------------------- | ------------------ |
| Aix-en-Othe (siège) | 10003      | CC du Pays d'Othe Aixois | 34,76            | 2 463 (2013)                      | 71                 |
| Palis               | 10277      | CC du Pays d'Othe Aixois | 20,89            | 619 (2013)                        | 30                 |
| Villemaur-sur-Vanne | 10415      | CC du Pays d'Othe Aixois | 19,65            | 502 (2013)                        | 26                 |

### Liste des maires
| Période         | Période                       | Identité                 | Étiquette | Qualité |
| --------------- | ----------------------------- | ------------------------ | --------- | --- |
| 9 janvier 2016  | 27 mai 2020                   | Yves Fournier            | PS        | Retraité de l'enseignement Président de la CC du Pays d'Othe (? → 2020) Ancien maire d'Aix-en-Othe (1995 → 2015) |
| 27 mai 2020     | 16 février 2024               | Roland Broquet,          | DVD       | Agriculteur 1er vice-président de la CC du Pays d'Othe Ancien maire de Pâlis (2001 → 2016)                       |
| 16 février 2024 | En cours (au 21 février 2024) | Séverine Delsert-Broquet | DVG       | Directrice d'agence immobilière Élue à la suite d'une élection municipale partielle                              |

## Population et société

### Démographie
L'évolution du nombre d'habitants est connue à travers les recensements de la population effectués dans la commune depuis sa création.

En 2022, la commune comptait 3 336 habitants, en évolution de −6,53 % par rapport à 2016 (Aube : +0,7 %, France hors Mayotte : +2,11 %).
| 2014  | 2015  | 2016  | 2017  | 2022  |
| ----- | ----- | ----- | ----- | ----- |
| 3 600 | 3 583 | 3 569 | 3 554 | 3 336 |

## Économie
Il convient de se reporter aux articles consacrés aux anciennes communes fusionnées.

## Culture locale et patrimoine

### Lieux et monuments
Il convient de se reporter aux articles consacrés aux anciennes communes fusionnées. 
- Collégiale de l'Assomption-de-la-Vierge de Villemaur-sur-Vanne.
- Chapelle Saint-Avit d'Aix-en-Othe.
- Église Notre-Dame-de-l'Assomption d'Aix-en-Othe.
- Chapelle non consacrée du Mineroy.
- Église Saint-Médard de Palis.

### Personnalités liées à la commune
Il convient de se reporter aux articles consacrés aux anciennes communes fusionnées.